# Червеноврат плодов гълъб
Червеновратият плодов гълъб (Ptilinopus porphyreus) е вид птица от семейство Гълъбови (Columbidae).

## Разпространение
Видът е разпространен в Индонезия.